# Чубівка (селище)
Чу́бівка — Куяльницької сільської громади в Подільському районі Одеської області, Україна. Населення становить 575 осіб. Відстань до райцентру становить близько 12 км і проходить автошляхом місцевого значення.

## Історія
Під час організованого радянською владою Голодомору 1932—1933 років померло щонайменше 57 жителів села.
17 жовтня 1964 року с. Петрівка та с-ще Чубівка Новоселівської сільради об'єднані в один населений пункт селище Чубівка.
12 червня 2020 року, відповідно до Розпорядження Кабінету Міністрів України від № 724-р «Про визначення адміністративних центрів та затвердження територій територіальних громад Одеської області», увійшло до складу Куяльницької сільської територіальної громади.
19 липня 2020 року, в результаті адміністративно-територіальної реформи і ліквідації Подільського району (1923-2020), селище увійшло до складу новоутвореного Подільського району Одеської області.

## Населення
Згідно з переписом УРСР 1989 року чисельність наявного населення селища становила 600 осіб, з яких 260 чоловіків та 340 жінок.
За переписом населення України 2001 року в селищі мешкало 575 осіб.

### Мова
Розподіл населення за рідною мовою за даними перепису 2001 року:
| Мова       | Відсоток |
| ---------- | -------- |
| українська | 93,91 %  |
| російська  | 3,48 %   |
| молдовська | 2,43 %   |
| вірменська | 0,17 %   |